# Navigation Plus

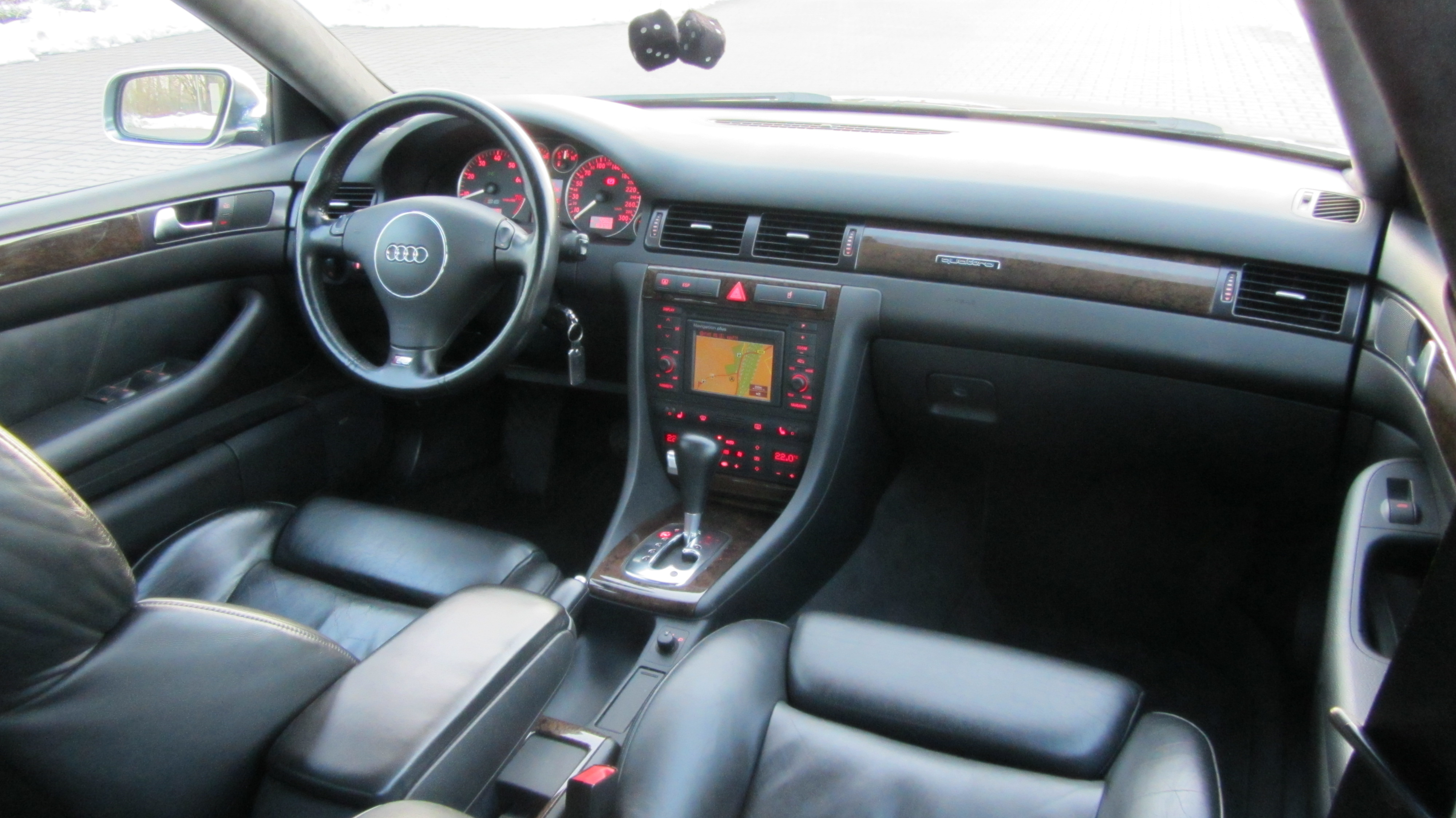
Navigation Plus (RNS-D) w Audi S6

Navigation Plus – oznaczenie nadawane przez Audi na wysokiej klasy urządzenia car-audio z nawigacją GPS wyposażone w kolorowy ekran LCD.

## Rodzaje
Systemy Navigation Plus rozpoznajemy w dwóch formach. Radio Navigation System (w skrócie RNS) oraz Multi Media Interface (w skrócie MMI).
- RNS
  - RNS-D
  - RNS-E
  - RNS-E 2010
- MMI
  - MMI 2G
  - MMI 3G
  - MMI 3G+

## Główne różnice między RNS i MMI
- Sprzęt z serii RNS to urządzenia montowane zamiast radia w konsoli centralnej, zajmujące jej znaczną część. W przeciwieństwie do MMI nie stanowi integralnej części pojazdu, a jest jedynie wysokiej klasy dodatkiem. Mimo pewnej integracji z pojazdem jego uszkodzenie nie spowoduje unieruchomienia pojazdu.
- Sprzęt z serii MMI składa się z ekranu o przekątnej do 7 cali, panelu sterującego na tunelu środkowym, zmieniarki CD, odtwarzacza DVD, wzmacniacza dźwięku, tunera radiowego oraz (w zależności od wersji wyposażenia) dodatkowych rozszerzeń, jak: tuner TV, fabryczna słuchawka telefoniczna, adapter BlueTooth, kierownica wielofunkcyjna, system RSE, system AMI. MMI, stanowiąc integralną część pojazdu, pozwala również na sterowanie funkcjami samochodu np. pneumatycznym zawieszeniem, charakterystyką skrzyni biegów, funkcje Coming/Leaving Home, ogrzewanie, klimatyzacja, wentylacja, zachowanie centralnego zamka.

## Nośniki map
- RNS-D
  - płyty CD.
- RNS-E
  - płyty DVD-DL
- MMI 2G
  - płyty DVD.
- MMI 3G
  - płyty DVD
  - dysk twardy
  - karty SD